# 1754
Năm 1754 (số La Mã: MDCCLIV) là một năm thường bắt đầu vào thứ Ba trong lịch Gregory (hoặc một năm thường bắt đầu vào thứ Bảy của lịch Julius chậm hơn 11 ngày).

## Sự kiện
- Thời kỳ Khai sáng: Nhà vua nước Phổ Friedrich II Đại Đế mở rộng cải cách luật pháp.